# Multiversio
Multiversio es el segundo álbum de estudio del grupo mexicano de rock: URSS Bajo el Árbol publicado el 18 de abril de 2017 en el Foro Indie Rocks! en esta ocasión sin contar con discográfica el grupo, se hizo toda la realización de su segundo material discográfico, con el mismo grupo musical. Esta vez con una temática distinta a su primer material el álbum aborda temas acerca de las antiguas civilizaciones mesoamericanas de México con mitologías.

## Lista de sencillos
| Multiversio (CD) |                     |          |  |
| N.º              | Título              | Duración |  |
| 1.               | «Profecía»          | 04:25    |  |
| 2.               | «Pluma en el Vacío» | 04:20    |  |
| 3.               | «Marionetas»        | 04:03    |  |
| 4.               | «Playa Paraíso»     | 05:54    |  |
| 5.               | «Vuelo en Avispa»   | 04:16    |  |
| 6.               | «Seis»              | 03:05    |  |
| 7.               | «Diente de León»    | 04:55    |  |
| 8.               | «Lunares»           | 03:21    |  |
| 9.               | «Multiversio»       | 04:19    |  |

### Sencillos extras
- "Sueños de Una Noche Entera" - 02:50

## Personal
- Mauricio Solo - vocalista
- Exael Salcedo - guitarra, efectos de sonido
- Rogelio Gómez - guitarra
- Jonathan Arellano - saxofón, clarinete, teclados
- Javier Jara - bajo
- Christian Villanueva - batería

- Datos: Q65159615